# Gouvernement Blum II
 (août 2017).
Si vous disposez d'ouvrages ou d'articles de référence ou si vous connaissez des sites web de qualité traitant du thème abordé ici, merci de compléter l'article en donnant les références utiles à sa vérifiabilité et en les liant à la section « Notes et références ».
Troisième République
Chautemps IV Daladier III
En mars 1938, pour la seconde fois de sa carrière, Léon Blum est nommé président du Conseil des ministres par le président de la République Albert Lebrun. Le chef du gouvernement, alors qu'il est en période de deuil — son épouse Thérèse venant de mourir — prépare ce gouvernement en compagnie de son collaborateur Eugène Montel.
Au sein de ce gouvernement, on retrouve de grandes figures de la vie politique française de l'époque, comme l'ancien président du Conseil des ministres, Édouard Daladier, nommé à la vice-présidence du Conseil ou encore Vincent Auriol, nommé à la Coordination des Services.
Le second cabinet Léon Blum entre en fonction le 13 mars 1938. Le refus du Sénat d'accorder les pleins pouvoirs financiers à Blum oblige le gouvernement à démissionner. La chambre haute, dominée par les conservateurs, s'oppose depuis les élections aux différents cabinets socialistes ; le refus du Sénat concernant les pleins pouvoirs financiers avait d'ailleurs déjà été la cause de la démission du premier gouvernement Blum.
Ce gouvernement sera le dernier de la majorité Front Populaire.

## Composition
| Portefeuille                                                                                          | Titulaire | Titulaire              | Parti |
| --- | --------- | ---------------------- | ----- |
| Président du Conseil                                                                                  |           | Léon Blum              | SFIO  |
| Vice-président du Conseil                                                                             |           | Édouard Daladier       | PRRRS |
| Ministres d'État                                                                                      |           |                        |       |
| Ministre d’État                                                                                       |           | Théodore Steeg         | PRRRS |
| Ministre d’État                                                                                       |           | Maurice Viollette      | USR   |
| Ministre d’État                                                                                       |           | Paul Faure             | SFIO  |
| Ministre d’État, chargé des Affaires d’Afrique du Nord                                                |           | Albert Sarraut         | PRRRS |
| Ministres                                                                                             |           |                        |       |
| Ministre de la Défense nationale et de la Guerre                                                      |           | Édouard Daladier       | PRRRS |
| Ministre de la Justice                                                                                |           | Marc Rucart            | PRRRS |
| Ministre de l'Intérieur                                                                               |           | Marx Dormoy            | SFIO  |
| Ministre des Affaires étrangères                                                                      |           | Joseph Paul-Boncour    | USR   |
| Ministre de la Coordination des Services à la Présidence du Conseil                                   |           | Vincent Auriol         | SFIO  |
| Ministre de la Propagande                                                                             |           | Ludovic-Oscar Frossard | USR   |
| Ministre du Trésor                                                                                    |           | Léon Blum              | SFIO  |
| Ministre de la Marine militaire                                                                       |           | César Campinchi        | PRRRS |
| Ministre de l'Air                                                                                     |           | Guy La Chambre         | PRRRS |
| Ministre de l'Éducation nationale                                                                     |           | Jean Zay               | PRRRS |
| Ministre des Travaux publics                                                                          |           | Jules Moch             | SFIO  |
| Ministre du Commerce                                                                                  |           | Pierre Cot             | PRRRS |
| Ministre de l'Agriculture                                                                             |           | Georges Monnet         | SFIO  |
| Ministre des Colonies                                                                                 |           | Marius Moutet          | SFIO  |
| Ministre du Travail                                                                                   |           | Albert Sérol           | SFIO  |
| Ministre des Pensions                                                                                 |           | Albert Rivière         | SFIO  |
| Ministre des Postes, Télégraphes et Téléphones                                                        |           | Jean-Baptiste Lebas    | SFIO  |
| Ministre de la Santé publique                                                                         |           | Fernand Gentin         | PRRRS |
| Sous-secrétaires d’État                                                                               |           |                        |       |
| Sous-secrétaires d’État à la Présidence du Conseil                                                    |           | André Février          | SFIO  |
| Sous-secrétaires d’État à la Présidence du Conseil                                                    |           | François de Tessan     | PRRRS |
| Sous-secrétaire d’État à l'Intérieur                                                                  |           | Raoul Aubaud           | PRRRS |
| Sous-secrétaire d’État au Trésor                                                                      |           | Pierre Mendès France   | PRRRS |
| Sous-secrétaire d’État à l'Agriculture                                                                |           | André Liautey          | PRRRS |
| Sous-secrétaire d’État à la Marine militaire                                                          |           | François Blancho       | SFIO  |
| Sous-secrétaire d’État à l'Éducation nationale chargé de l'Enseignement technique                     |           | Alfred Jules-Julien    | PRRRS |
| Sous-secrétaire d’État à l’Éducation nationale chargé l’Éducation physique, des Sports et des Loisirs |           | Léo Lagrange           | SFIO  |
| Sous-secrétaire d’État à l’Éducation nationale chargé de la Recherche scientifique                    |           | Jean Perrin            | DVG   |
| Sous-secrétaire d’État à la Marine marchande                                                          |           | Henri Tasso            | SFIO  |
| Sous-secrétaire d’État au Commerce                                                                    |           | Gaston Manent          | PRRRS |
| Sous-secrétaire d’État au Travail                                                                     |           | Philippe Serre         | JR    |

## Répartition partisane
| Parti                       | Parti                                            | Président du Conseil | Vice-président du Conseil | Ministres d'État | Ministres | Sous-secrétaires d'État | Total |
| --------------------------- | ------------------------------------------------ | -------------------- | ------------------------- | ---------------- | --------- | ----------------------- | ----- |
| Répartition le 13 mars 1938 | Répartition le 13 mars 1938                      | 1                    | 1                         | 4                | 18        | 12                      | 36    |
|                             | Section française de l'Internationale ouvrière   | 1                    | -                         | 1                | 9         | 4                       | 15    |
|                             | Parti républicain, radical et radical-socialiste |                      | 1                         | 2                | 7         | 6                       | 16    |
|                             | Union socialiste républicaine                    | 1                    | -                         | 2                | -         | 3                       |       |
|                             | Ligue de la Jeune République                     | -                    | -                         | -                | 1         | 1                       |       |
|                             | Divers gauche                                    | -                    | -                         | -                | 1         | 1                       |       |